# Cascabel (Panamá)
Cascabel es un corregimiento del distrito de Mironó en la comarca Ngäbe-Buglé, República de Panamá. La localidad tiene 1.225 habitantes (2010).